# Rボート
Rボート (Räumboot) は、第2次世界大戦においてドイツ海軍 (Kriegsmarine) が使用した小型・浅喫水の掃海艇である。一般には「機動掃海艇」と呼ばれる。

## 概要
初期には排水量60トン程度であったが、装備の追加等により次第に大型化し、戦時中の建造艇は175トンにも達した。狭水域での行動等のために、操縦性に優れるフォイト・シュナイダープロペラを装備したものもある。任務は掃海のほか、機雷敷設、主力艦や輸送船等の対空・対潜護衛等もあり、多目的艇としての性格が強くなった。速力は約17-24ノット。
掃海具のほか、武装として小型砲や機関砲、対潜爆雷を装備し、戦訓により次第に重装備となった。300隻前後が建造され、北海などで用いられた。半分程度撃沈ないし破壊されたものの、残存艇の一部は終戦後にドイツ周辺海域の掃海に用いられた。

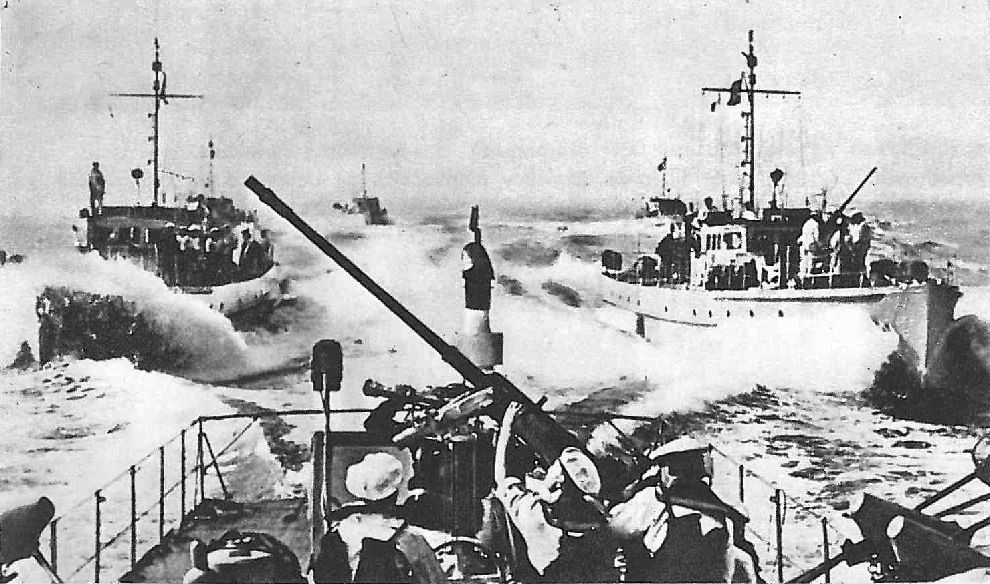
掃海作業に従事するRボート
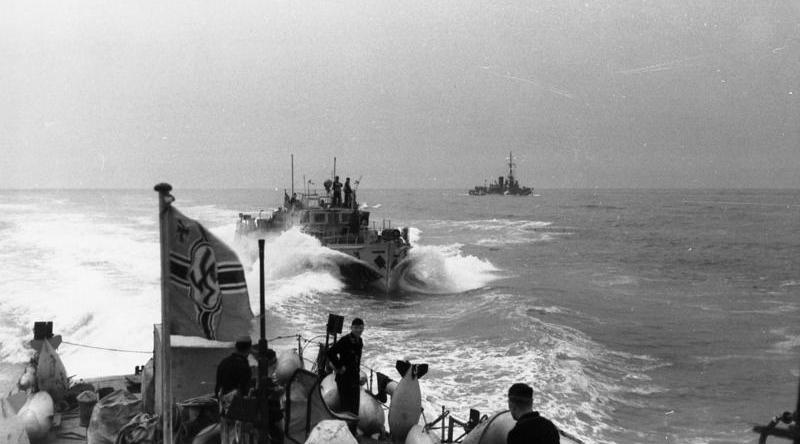
梯形隊形で航行するRボート
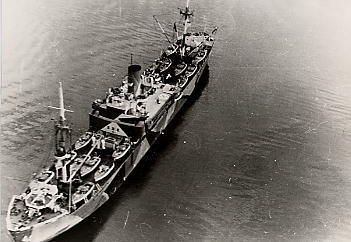
Rボート母艦MRS11（元・北ドイツロイド汽船オスナブリュック）

## 各型
- R1級
  - 排水量60t。速力17ノット。一部はフォイト・シュナイダープロペラ装備。[1]
- R17級
  - 排水量115t。速力21ノット。フォイト・シュナイダープロペラ装備。[2]
- R25級
  - 排水量110t。速力23.5ノット。[2]
- R41級
  - 排水量125t。速力20ノット。フォイト・シュナイダープロペラ装備。[3]
- R130級
  - 排水量150t。速力19ノット。一部はフォイト・シュナイダープロペラ装備。[4]
- R151級
  - 排水量125t。速力21ノット。フォイト・シュナイダープロペラ装備。[5]
- R218級
  - 排水量140t。速力22.5ノット。[5]
- R301級
  - 排水量175t。速力24ノット。後に護衛掃海艇GR301級に改められ、一部は53.3cm魚雷発射管2基を装備。[5]
- R401級
  - 排水量140t。速力22.5ノット。[6]